# Salto Encantado (localidad)

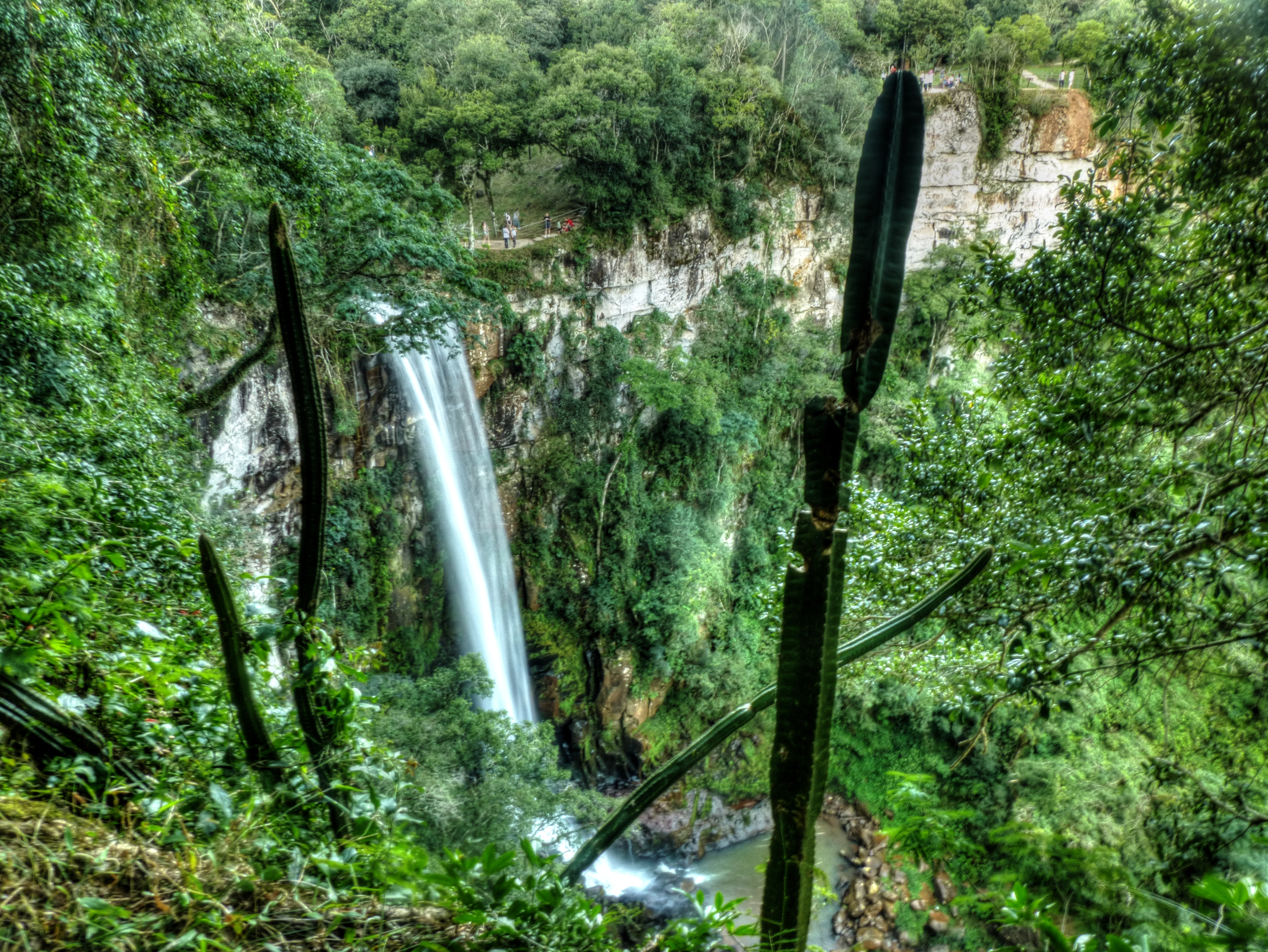
Vista del Parque Provincial Salto Encantado.

Salto Encantado es una localidad argentina. Es cabecera del municipio de Salto Encantado en el departamento Cainguás, provincia de Misiones.
Su población urbana es de más de 4000 habitantes. Está ubicada a 7 kilómetros del centro de Aristóbulo del Valle. Unos de los atractivos más importantes es el salto que lleva su nombre, este se sitúa a 3,5 kilómetros del pueblo, el cual se encuentra en el Parque provincial Salto Encantado, de 706 ha de extensión.

## Parroquias de la Iglesia católica en Villa Salto Encantado
| Diócesis  | Oberá                       |
| --------- | --------------------------- |
| Parroquia | Nuestra Señora de la Merced |